# Gonodonta sitia
Gonodonta sitia är en fjärilsart som beskrevs av William Schaus 1911. Gonodonta sitia ingår i släktet Gonodonta och familjen nattflyn. Inga underarter finns listade i Catalogue of Life.